# Svart vaktelbär
Svart vaktelbär (Gaultheria nummularioides) är en buske i släktet vaktelbär och familjen ljungväxter,. Den förekommer i Indien, Myanmar, Nepal, Bhutan, Indonesien och i sydvästra Kina. Den växer på höjder mellan 1700 och 3000 meter över havet.